# Beroepsziektenwet
Onder Beroepsziektenwet verstaat men in België de 'Wetten betreffende de preventie van beroepsziekten en de vergoeding van de schade die uit die ziekten voortvloeit, gecoördineerd op 3 juni 1970' (Belgisch Staatsblad van 27 augustus 1970). Het betreft dus een coördinatie van wetten bij Koninklijk Besluit.
De Beroepsziektenwet heeft tot doel een regeling inzake schadeloosstelling voor beroepsziekten te treffen en de voorkoming voor deze ziekten te bevorderen (artikel 1 van de Beroepsziektenwet). De wet geldt, in grote lijnen gezegd, voor de beroepsziekten in de privé-sector. 
De Beroepsziektenwet regelt de organisatie en de bevoegdheid van het Fonds voor de beroepsziekten.  
De wet regelt de schadeloosstelling voor beroepsziekten. De Beroepsziektewet huldigt een 'gemengd systeem'. De koning maakt de lijst op van de beroepsziekten die tot schadeloosstelling aanleiding geven (het zogenaamde 'gesloten systeem', ingesteld door artikel 30, al. 1, van de Beroepsziektenwet). Geeft eveneens aanleiding tot schadeloosstelling, onder de voorwaarden bepaald door de Koning, de ziekte die niet voorkomt op deze lijst, maar die op een determinerende en rechtstreekse wijze het gevolg is van de beroepsuitoefening. Het bewijs van het oorzakelijk verband tussen de ziekte en de blootstelling aan het beroepsrisico van deze ziekte valt ten laste van het slachtoffer of zijn rechthebbenden (het zogenaamde 'open systeem', ingesteld door artikel 30bis van de Beroepsziektenwet).
De verschillende schadegevallen welke aanleiding geven tot schadeloosstelling zijn (artikel 31 van de Beroepsziektenwet):
- overlijden van de getroffenen

- gedeeltelijke of volledige tijdelijke arbeidsongeschiktheid

- gedeeltelijke of volledige blijvende arbeidsongeschiktheid

- de tijdelijke of definitieve stopzetting der beroepsactiviteit

- de kosten voor geneeskundige verzorging, de prothesen en orthopedische apparaten inbegrepen.

De Beroepsziektenwet bepaalt dat de rechtsvordering inzake burgerrechtelijke aansprakelijkheid ten behoeve van de getroffene of diens rechthebbenden mogelijk blijft (artikel 51 van de Beroepsziektenwet):
- tegen het ondernemingshoofd, wanneer hij de beroepsziekte opzettelijk heeft veroorzaakt

- tegen de personen, aansprakelijk voor de beroepsziekte, buiten de werkgever en diens werklieden of aangestelden

- tegen de werklieden of aangestelden van de werkgever die de beroepsziekte opzettelijk hebben veroorzaakt.

Het Fonds voor de beroepsziekten doet uitspraak omtrent iedere aanvraag om schadeloosstelling alsmede omtrent iedere aanvraag om herziening van reeds toegekende vergoedingen (artikel 52 van de Beroepsziektenwet). 
De betwistingen betreffende de beslissingen van het Fonds voor Beroepsziekten behoren tot de bevoegdheid van de arbeidsrechtbank (artikel 53 van de Beroepsziektenwet). 
De eis tot betaling of herziening van de vergoedingen kan in geen enkel geval voor de strafrechter worden gebracht. Hij is onafhankelijk van de eventuele strafvordering (artikel 55 van de Beroepsziektenwet). 
De Beroepsziektenwet bevat bepalingen betreffende de aangifte en de voorkoming van beroepsziekten (artikelen 61 tot 62bis).  